# Langues d'oïl

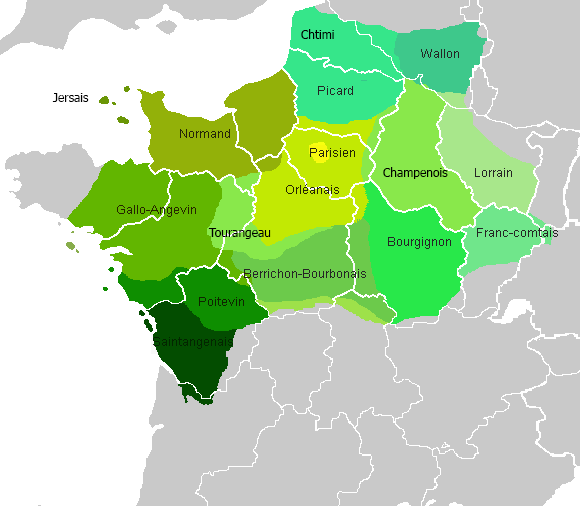
Overzicht van de langues d'oïl in Frankrijk en Wallonië en op de Kanaaleilanden.

De langues d'oïl (oïl-talen) zijn een dialectcontinuüm van de Gallo-Romaanse talen, dat het gestandaardiseerd Frans omvat, plus de daaraan verwante talen en dialecten van Noord-Frankrijk, het zuiden van België en de Kanaaleilanden. Van de 8e eeuw tot de 12e eeuw zijn er uit dat dialectcontinuüm diverse nieuwe Romaanse talen afgesplitst, zoals het Oudfrans. Daarvan worden onder andere het Frans, Waals, Picardisch en Normandisch nog steeds gesproken. Vanwege de vroege afsplitsing kunnen deze talen niet beschouwd worden als varianten van dezelfde taal. In sommige grammatica's worden de termen "langue d'oïl" en "Oudfrans" door elkaar gebruikt, als benaming voor dezelfde taal die de voorloper is geweest van het moderne, gestandaardiseerde Frans.
De benaming "langue d'oïl" schijnt al sinds het eind van de 13e eeuw in gebruik te zijn, en komt voort uit de wijze talen te onderscheiden naar de toenmalige uitspraak voor "ja". Van "oïl" is afgeleid het hedendaags Franse "oui" voor "ja".
Het Provençaals of Occitaans gebruikte "oc"  voor "ja", en is dus een "langue d'oc". Deze zuidelijke taal had in de middeleeuwen een hoger ontwikkelde literaire cultuur dan de langue d'oïl. Beide talen behoren tot de Gallo-Romaanse tak van de Romaanse talen die via het Latijn zijn voortgekomen uit de Italische talen, een grotendeels uitgestorven taalgroep die een westelijke tak was van de Indo-Europese taalfamilie.